# 鍾浩東
鍾浩東（1915年12月24日—1950年10月14日），本名鍾和鳴，是出身臺灣屏東縣高樹鄉的臺灣客家裔社會運動者，前台灣省立基隆中學校長，他是作家鍾理和的異母弟，妻子為蔣碧玉；蔣碧玉是蔣渭水的養女。
鍾浩東成長於日本殖民統治下的臺灣，自小受到日本教育，但因不滿日本的「差別待遇」政策而萌發反日情緒心向祖國，遂赴大陸加入當時的臺籍志願抗日軍中，1940年從日本明治大學休學，後前往廣東加入丘念台領導的東區服務隊，參與抗日戰爭，戰後眼見國民政府貪污腐敗，思想日漸左傾，返臺後擔任基隆中學校長，於二二八事件後受邀加入中國共產黨台灣省工作委員會，並成立基隆市工作委員會支部，任職書記，並開始發行《光明報》，欲組織民眾推翻中華民國政府對臺灣的統治，但《光明報》事件爆發後隨即遭政府逮捕，1950年10月5日被以叛亂罪判處死刑，1950年10月14日槍決於台北馬場町刑場，得年僅34歲。

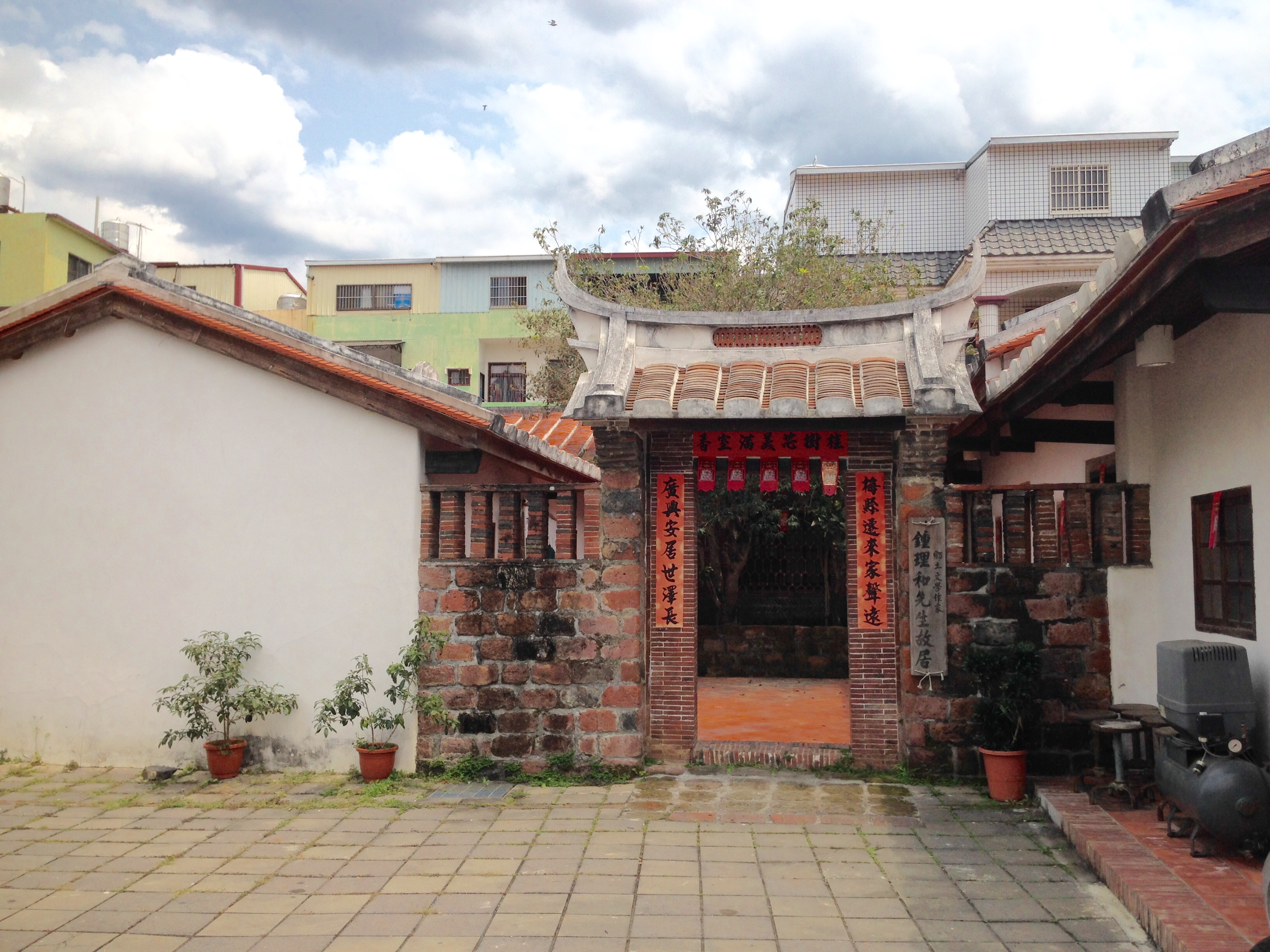
鍾理和與鍾浩東在屏東高樹的老家。

## 生平概略

### 父系祖先
他所屬的鍾氏家族起先定居於廣東梅縣，後離開其他族人遷居他地，最終定居於臺灣府鳳山縣，並與當地其他客家移民共組聚落。
臺灣遭割讓後，他的生父鍾鎮榮對日本當局殖民統治感到不滿，並因而在登記戶籍時將其姓名改作「鍾番薯」。後來，鍾番薯經常往來中國與臺灣間經商貿易，又在家鄉自力開墾所繼承之面積廣大的土地。同時，他也陸續迎娶多位妻子。

### 早年生活
1915年，鍾和鳴出生於阿緱廳阿里港支廳鹽埔區大路關庄新大路關。他的父親是鍾番薯（原名鍾鎮榮），他的母親是他父親的元配。不久之前，他父親的二房妻子剛產下鍾理和。因為他的外貌等，他的父母當時傾向給予兄長鍾理和較多的照護。
後來，鍾和鳴被家人送入私塾學習漢文；因爲能將所學中國古典文學作品完整背誦，他的私塾教師建議他父親將他送入由日本統治當局開辦的現代化教育機構。

### 反抗殖民統治
畢業於塩埔公學校後，他放棄保送長治公學校高等科的機會，轉而考入高雄州立高雄中學校。就讀於高雄中學校時，他經常與日本籍教師發生論辯；他因受過傳統中國文學與思想教育，且閱讀有關三民主義及中國新文學之作品，遭日籍教師貶稱為「清國奴」，並與之發生衝突。
因聽聞父親遊走中國大陸的經歷，又受到兄長鍾理和及五四運動影響，他在中學二年級時一度計畫前往當地留學，並曾前往遊歷四個月。
完成中學學業後，他考入了臺灣總督府臺北高等學校。隔年，他因熬夜念書及課業壓力等原因身心漸感疲弱，經檢查後被認定為罹患精神衰弱症，並決定暫時休學住院療養。在療養院裡，他認識了擔任護士的蔣碧玉（蔣蘊瑜，蔣渭水的養女），並在相談後感到志趣投合，從此開始密切往來。
1938年，鍾和鳴從高等學校畢業，前往日本明治大學政治經濟系就讀，他沒有完成學業，於1940年休學。
依據蔣碧玉所述：「浩東年輕時非常崇拜蔣介石....1936年西安事件發生時，浩東還因此痛哭不已...」，因此中國抗日戰爭爆發時，他與蔣碧玉及一群理念相近的親友（如邱仕榮、許強等人）積極學習中文，又接觸如義勇軍進行曲等許多抗戰歌曲，並致力於分析政治局勢。在互相呼應之下，他與蔣碧玉及蕭道應、黃怡珍等人出發前往中國加入反抗日本勢力的行列。

#### 結婚
鍾和鳴與蔣碧玉及蕭道應、黃怡珍等人出發前往中國加入反抗日本勢力的行列。在出發前，蔣碧玉更在諮詢長輩意見後決定與鍾和鳴成婚。

### 參加抗戰
1940年1月，鍾和鳴、表弟李南鋒與蔣碧玉抵達上海等待蕭道應夫婦，在當地做米糧生意累積些資金，1940年7月與蕭道應夫婦從香港進入廣州，並在打聽消息後決定徒步前往附近仍由中央政府控制的區域。搭船前往惠陽，在進入該區域後，他們隨即被守軍攔下並關押於當地軍營；由於只會說日語和客家話，在口語幾乎無法溝通的情況下，他們被懷疑為日本所派出的間諜，險些遭到處決。幸好，丘念台在聽聞消息後隨即現身並與之相談，才知道邱先生認識浩東的父親與蔣渭水先生，一行人重獲自由。隨後，他們自願加入當地的工作計畫，並輾轉前往多個鄉鎮協助安定當地居民生活。在抵達廣東曲江時，蔣碧玉與黃怡珍分別產下一子，但因現實條件所迫，只好交由司令張發奎之妹轉送他人領養。此後，他們加入了由丘念台所領導的東區服務隊；鍾和鳴也自此改名「鍾浩東」，繼續在當地從事抗日活動，在廣東地區協助翻譯日文資訊、進行醫護工作，甚至興辦學校教育孩童與婦女。此後，鍾浩東更與丘念台成立「粵東工作團」並加入中國國民黨黨部，並致力於聯繫台灣同鄉以交流訊息及招募同志。1942年東區服務隊在羅浮山籌辦羅浮中學，鍾浩東與徐森源協助辦學，徐森源兼羅浮中學訓導主任，鍾浩東則兼任博西補習學校主任，辦學的經驗影響日後鍾浩東興學的想法。

### 省立基隆中學
二戰後，鍾浩東與李友邦見面，並以三民主義青年團名義在廣東建立辦事處，協助許多臺灣籍人士返回家鄉（其中包含許多臺籍日本兵與在日本勢力醫療機構任職的護士）。其間，他逐漸體會到國民政府的腐敗，並開始改變其政治立場。
1946年4月，他終於返回臺灣並打算著手興辦學校，但最終無法執行計畫。同年8月，他在友人邀請下受聘擔任臺灣省立基隆中學校長；上任後，他致力於將其理念實現於該校治理之上，並在校內推行許多改革。在人才招攬上，他透過人脈四處尋求推薦並登門邀請。在校內公共事務上，不論對象是同事或學生，他都抱持開放態度，並促進其參與及發言；公餘時，他更經常與學生及工友一同互動。

### 加入中國共產黨
在二二八事件爆發後，他運用自己的人脈及影響力極力保護學生，使其免於被捲入危機之中，又極力勸諫學生不要參與相關活動以免惹禍上身。
在經歷社會諸多不幸狀況後，在詹世平邀請下決定加入中國共產黨台灣省工作委員會，並積極地安排林英傑、方弢、鍾國輝、陳仲豪等人到校任教。當時由徐森源任訓育組長，庶務組長徐新傑，方弢擔任教務主任。1947年9月，他更成立了中國共產黨「基隆中學支部」。受牽連之陳英泰在回憶錄中詳述了基隆市工作委員會的組織架構與成員。
根據當時就讀基中學生回憶「光復後，我在基隆省中讀書時才開始學國語。十分諷刺的是，我在學國語時所學的第一首國語歌曲，即是如今中華人民共和國的國歌──《義勇軍進行曲》；它還是學校教官教我們唱的。」「二二八事件那年，我念初三，在學校擔任學生自治會的學術股長，負責管理自治會圖書室裡的所有圖書。自治會圖書室裡收藏的絕大多數都是『紅書』。我本來就很喜歡看書，在學校成績也算不錯，但我書看得愈多，思想便愈加左傾。」
1949年3月，他曾試圖辭去校長職務，但遭有關當局駁回；同時，因時局不穩，當局開始強行安排線人在校內任職，以監視相關活動並蒐集相關情報。
1949年5月，中國共產黨基隆中學支部改組為「中國共產黨台灣省基隆市工作委員會」，並開始藉由發行地下刊物《光明報》及舉辦共產思想研討會與相關書籍讀書會發展其勢力，希望藉以組織並煽動臺灣群眾推翻國民政府、赤化台灣。同年8月，《光明報》事件導致被相關組織被查獲，基隆中學李蒼降、張奕明、方弢等人陸續被捕，鍾浩東也隨後被保密局拘捕。

### 刑求、審判及槍決
1949年12月，鍾浩東被判處感化教育；期間，臺灣警備總司令部軍法處人員對其多次嚴刑拷打，以威脅其供認相關事項，但其始終不願屈服。
1950年9月9日，鍾浩東被判處死刑；同年10月14日早晨，他在獄友合唱其喜愛之日語歌謠〈幌馬車の唄〉（〈幌馬車之歌〉）送別下被押解離獄準備行刑（該情景曾被侯孝賢改編作電影《悲情城市》的情節之一），並同其他犯人遭執行槍決於馬場町。
，鍾和鳴與蔣碧玉等人的這段經歷曾在1990年代被改編為電影《好男好女》的劇本。

### 紀念
1990年代，鍾喬透過蔣碧玉了解鍾浩東的生平，曾在當時的大同區公所共同演出由王墨林任導演的《幌馬車之歌》報告劇。2016年鍾喬將故事改編為舞台劇《幌馬車練習曲》。
2013年10月，中國大陸北京西山國家森林公園的無名英雄廣場上立有無名英雄紀念碑，為紀念來台灣在1950年代被處決「隱蔽戰線烈士」而設立。於無名英雄紀念碑以南和以北的牆上分別掛有《信義》和《家國》匾。基隆中學校長鍾浩東銘刻於《信義》匾上。
2015年10月14日，國家人權博物館籌備處舉辦「幌馬車之歌－鍾浩東與蔣碧玉的亂世戀曲」特展系列活動。
2016年4月，中國大陸上海舉辦鍾浩東蔣碧玉紀念特展 。

### 平反
2018年10月5日，促進轉型正義委員會促轉三字第1075300110B號函文，正式撤銷受難者林慶雲君等1270人之刑事有罪判決暨其刑，其中(39)安潔字第 2517 號，有關鍾浩東連續共同意圖以非法方法顛覆政府而著手實行之有罪判決暨其刑及沒收之宣告正式撤銷。

## 流行文化

### 散文
- 《原鄉人》（鍾理和）

### 舞台劇
- 《幌馬車練習曲》（鍾喬）

### 報導文學
- 《幌馬車之歌》（藍博洲）

### 電影
- 《原鄉人》（李行導演，1980年）
- 《悲情城市》（侯孝賢導演，1989年）
- 《好男好女》（侯孝賢導演，1995年）[2]
- 《返校》- 魏仲庭的学号“501014”是纪念基隆高中前校长锺浩东的忌日

## 外部連結
- 维基共享资源上的相關多媒體資源：鍾浩東

| 中国共产党职务 | 中国共产党职务                                      | 中国共产党职务                |
| -------------- | --------------------------------------------------- | ----------------------------- |
| 新頭銜         | 中国共产党基隆市工作委员会书记 1947年5月－1949年8月 | 末任 原因：基隆市工作委员会案 |
| 教育職務       |                                                     |                               |
| 前任： 吴剑青  | 台湾省立基隆中学校长 1946年8月－1949年9月           | 繼任： 黄苏亚                 |